# Смъртоносен противник
„Смъртоносен противник“ (оригинално заглавие Law Abiding Citizen) е американски игрален филм от 2009 г. на режисьора Ф. Гари Грей, по сценарий на Кърт Уимър. Оператор е Джонатан Села. Музиката във филма е композирана от Брайън Тайлър. Във филма се разказва за мъж, който решава да отмъсти на убийците на съпругата и детето си, както и на съдебната система, допуснала сделка с единия от убийците, впоследствие пуснат на свобода.

## Сюжет
Внимание:  Текстът по-долу разкрива сюжета на произведението (или части от него)!
При обир в дома на изобретателя Клайд Шелтън (Джерард Бътлър) са убити неговата съпруга и дъщеря. Шелтън научава, че заради грешка на екипа криминалисти доказателствата срещу извършителите са компрометирани и за да не се стигне до пълното им оневиняване, прокуратурата се е съгласила на сделка с единия от тях - той ще получи лека присъда в замяна на показания срещу другия престъпник. Шелтън моли прокурора Ник Райс (Джейми Фокс) казусът да стигне до съда, но Райс, който най-вече се интересува да запази висок процента на случаите си, завършили с осъдителна присъда (96%), обяснява на Шелтън как всъщност работи юридическата система - пред съда няма значение какво знаеш със сигурност, а какво можеш да докажеш. Райс сключва сделка с физическия убиец Кларънс Дарби (Крисчън Столти), който вместо тежко наказание за убийство трета степен получава нищожна присъда, а Рупърт Еймс (Джош Стюарт), който всъщност извършва само обир, получава смъртно наказание. Шелтън се чувства предаден, ставайки свидетел на тази неправда.
Десет години по-късно идва време за изпълнение на смъртната присъда на Еймс. Това трябва да стане чрез безболезнена смъртоносна инжекция, но химическата реакция на смесваните вещества се обърква и води до мъ(ителната смърт на Ейпс. Следите водят към Дарби, но точно преди полицейските екипи да го заловят, той бива предупреден от непознат човек по телефона. Непознатият му дава указания как да избяга и къде да намери полицейски патрул със спящ полицай вътре. Дарби трябва да му отнеме оръжието и да го принуди да го закара до един изоставен склад. Там Дарби има намерение да убие полицая, но се оказва, че последният всъщност е Шелтън, който е и непознатият му помощник. Дарби се опитва да го застреля, на през ръкохватката на пистолета бива инжектиран с тетродоксин, вещество което напълно парализира Еймс, но в същото време го оставя чувствителен към болка. В склада Шелтън признава, че той е причинил промяната в химическата реакция и започва да разчленява Дарби, отмъщавайки за смъртта на любимите си хора. По-късно полицията намира останките от трупа на Дарби и арестува Шелтън, който не оказва никаква съпротива.
Райс се заема с разпита на Шелтън, като преди това го поздравява за свършеното. При разпита Шелтън умело изиграва Райс – прокурорът мисли, че е изкопчил самопризнания, но всъщност Шелтън по такъв начин подбира думите си, че от разпита става ясно само че е имал огромно желание убийците да получат заслужено наказание, но не и дали той самият го е направил. По същото време семейството на Райс получава ДВД със запис на мъчителната смърт на Еймс. Шелтън сключва сделка с Райс - ще направи пълни самопризнания, ако получи скъп и удобен матрак за леглото в килията си. По-късно, по време на изслушването за пускане под гаранция, Шелтън, който се защитава сам, цитира прецеденти и успява да убеди съдята да бъде пуснат под гаранция. Веднага след това той започва тирада срещу съдията, обвинявайки я за късогледство по отношение на закона спрямо справедливостта – човек, готов да признае убийство може да бъде освободен под гаранция.
След като получава матрака, Шелтън прави признания за убйствата на Дарби и Еймс. Той предлага нова сделка – скъп обяд и музика в замяна на живота на Бил Рейнълдс (Ричард Портнау), адвокатът на Дарби. Последният е жив, но ще умре, ако обядът не бъде доставен точно в 13:00 ч. Въпреки че Райс настоява, че си имат работа със сериозен и опасен противник, началникът на затвора нарежда няколко обстойни проверки на обяда и сервитьора и в резултат на това Шелтън получава обяда си осем минути след крайния срок. Той издава местонахождението на Рейнълдс и Райс и детектив Дъниган (Калъм Мийни) отиват на мястото, където Рейнълдс е заровен жив с достатъчно кислород до 13:15. Количеството би било достатъчно, в случай че Шелтън издаде местонахождението в 13:00, но заради отказа за съдействие на директора на затвора служителите на реда пристигат твърде късно и намират Рейнълдс задушен. Шелтън споделя обяда със съкилийника си, но след това брутално го убива, използвайки острия кокал от пържолата си. Шелтън бива преместен в изолатора в мазето на затвора. След като сътрудничката на Райс Сара Лоуел (Лесли Биб) открива доказателства, че Шелтън е получавал пари от Министерството на отбраната, областният прокурор Джонас Кантрел (Брус Макджил) урежда на Райс среща с агента от ЦРУ Брей (Майкъл Кели), който е работил заедно с Шелтън. Брей разкрива, че Шелтън е работил за ЦРУ като „мозък“ в мозъчен тръст за тъмни операции, изобретявайки методи за „убийства от разстояние“. Според Брей до пенсионирането си Шелтън е бил най-добрият в занаята и ако желае, Шелтън може да убие всеки, като единственият начин да бъде спрян е самият той да бъде убит. Райс и Кантрел успяват да убедят съдията по случая да нареди ограничаване на привилегиите на Шелтън, въпреки факта, че това ще наруши гражданските му права. Секунди след това съдията отговаря на телефонно обаждане, а мобилният ѝ телефон избухва в ръката ѝ, причинявайки нейната смърт.
Шелтън обяснява на Райс, че убийствата не са акт на отмъщение, а показват провала на правната система, както и неспособността на Райс да спазва дадената от него клетва да вкарва престъпниците в затвора. Той казва, че ако до 6:00 сутринта на следващия ден не бъде освободен, а обвиненията – снети, всички в офиса на областния прокурор ще умрат. Райс събира всички сътрудници в затвора, където да продължат работата си в безопасност. Срокът отминава без Шелтън да бъде освободен и след като не се случва нищо, Райс изпраща помощниците си вкъщи да си починат. Когато обаче се качват в колите си, избухват бомби и шест от сътрудниците умират, включително и Сара Лоуел. Райс е изненадан от убийствата, случващи се въпреки че Шелтън е зад решетките и решава, че той си има съучастник на свобода. На погребението на сътрудниците робот на колела с дистанционно управление и тежко въоръжение убива няколко от присъстващите, включително и областния прокурор Кантрел. Кметицата на Филаделфия (Вайола Дейвис) назначава Райс на овакантения пост. Малко след това Райс получава дългоочаквани новини от приятеля на Лоуел. Преди известно време екипът на Райс е разбрал, че Шелтън е използвал цялото си състояние, за да закупи промишлени имоти, но не заради правни спънки не могат да намерят адресите. Приятелят на Лоуел обаче е намерил вратичка в закона и успява да издири точните суми, изразходвани от Шелтън. Райс сравнява сумите с тези, за които са продадени промишлени имоти във Филаделфия през последните десет години и открива съответствията. Оказва се, че Шелтън притежава гараж в непосредствена близост до затвора. Двамата с Дъниган претърсват гаража и откриват система от тунели, стигащи до всяка една килия в изолатора на затвора. Стигайки до килията на Шелтън, Райс открива, че тя е празна.
В същото време, Шелтън, дегизиран като чистач, поставя напалмова бобма в кметството, в зала, в която ще се състои съвещание на шефовете на отрядите за бързо реагиране във Филаделфия. Това е последният етап от плана на Шелтън, но бива разкрит от Райс. Когато се връща в килията си, там го очаква Райс. Шелтън предлага последна сделка, но Райс отказва, защото вече не прави сделки с убийци. Шелтън детонира бомбата, а Райс излиза от килията и я заключва, докато Дъниган блокира тайния тунел. Шелтън разбира, че Райс е открил бомбата и я е поставил под леглото му. Тя избухва и убива Шелтън, срутвайки и част от затвора.

## Актьорски състав
- Джерард Бътлър – Клайд Шелтън
- Джейми Фокс – Ник Райс
- Калъм Мийни – детектив Дъниган
- Вайола Дейвис - кметицата на Филаделфия
- Брус Макджил – Джонас Кантрел
- Лесли Биб – Сара Лоуел
- Крисчън Столти – Кларънс Дарби
- Джош Стюарт – Рупърт Еймс
- Реджина Хол – Кели Райс
- Майкъл Кели – агент Брей
- Майкъл Ърби – детектив Гарза
- Роджър Барт – Брайън Брингам
- Ричард Портнау – Бил Рейнълдс

## Продукция
Филмът е заснет в и около Филаделфия. Снимките започват през януари 2009 г. Планирането на филма отнема на продуцентската компания на Бътлър около две години и през цялото това време той планира да изиграе ролята на прокурора Ник Райс. В последния момент решава, че ще му е по-интересно да се превъплати в Клайд Шелтън, а Джейми Фокс, който вече е дал съгласието си да изиграе Шелтън, се съгласява на размяната на ролите.

## Критика
| „        | „Смъртоносен противник“ е мрачен и наблъскан с отвратително и напълно необходимо насилие трилър. | “ |
| В-к Труд |                                                                                                  |   |

Като цяло „Смъртоносен противник“ получава слаби оценки от критиците, в премиерната си седмица приходите възлизат на над 21 милиона долара, нареждайки се на второ място след Where The Wild Things Are. В световен мащаб приходите са малко над 98 милиона долара, почти двойно повече от бюджета на филма.

## Оценки
- IMDb - 7.3/10 (към 03.02.2010)[4]
- Rotten Tomatoes - 24% (към 03.02.2010)[5]
- Лос Анджелис Таймс - 40% (Глен Уип)[6][7]
- Ню Йорк Таймс - 30% (О.А. Скот)[6][8]
- ЮЕсЕй Тудей - 2/4 (Клаудия Пюиг)[9]
- Чикаго Сън-Таймс - 3/4 (Роджър Ибърт)[10]
- Маями Херълд - 2/4 (Рене Родригес)[11]
- Вашингтон Поуст - 30% (Дан Койс)[6][12]
- Ентъртейнмънт Уийкли - C- (Оуен Глибърман)[13]
- Ролинг Стоун - 1,5/4 (Питър Травърс)[14]
- Емпайър Магазин - 2/5 (Ейнджи Ериго)[15]
- Дейли Телеграф - 1/5 (Сукхдеф Сандху)[16]
- 24 часа - 3/5 (Божидар Манов)[17]
- kino.dir.bg – 69% (към 03.02.2010)[18]
- cinefish.bg – 69% (критиците)[19]
- filmstarts.de – 5/10 (Кристоф Петерсен)[20]

## Любопитно
- Кратко участие във филма има и истинският кмет на Филаделфия по време на снимките – Майкъл Нутер. Той е човекът, държащ Библията, когато Райс се заклева като областен прокурор.